# Castell de Gallinera
|  | Per a altres significats, vegeu «Galliner (desambiguació)». |

El castell de Gallinera o castell de Benirrama és una fortalesa situada en les proximitats de la localitat valenciana de Benirrama, pertanyent al terme municipal de la Vall de Gallinera, a la Marina Alta. El castell, d'època àrab, formava part de l'entramat de defenses de la vall controlant el pas cap a la vall de Pego.
La fortalesa resta aïllada sobre un tossal i és visible a gran distància. El castell té una planta allargada i irregular de considerable extensió. Com és habitual, s'ajusta a l'orografia del terreny. S'aprecien dos recintes, el del nord més ample que el del sud.

## Història
Durant la conquesta del Regne de València per Jaume el Conqueridor al segle xiii i les revoltes mudèjar posteriors va estar sota el lideratge d'Al-Azraq. En el Tractat del Pouet, Al-Azraq es comprometia a cedir aquest castell, juntament amb altres, al cap de tres anys a Jaume I, però la revolta va impedir el compliment del pacte i la propietat es va transferir per la força.
El castell apareix diverses vegades en les Cròniques Reials punt l'inici de la revolta en 1247 c 361:
| « | E dix així: -Aladrac vos ha preses alguns castells en terres de València, e no us ho gosàvem dir. (…) E dixem: -Sabets quins castells nos ha preses? E ell dix: -Gallaner, e Serra, e Pego." | » |

Com la conquesta del castell l'1 de juny de 1258 en c.376:
| « | "E no volem dir totes les coses que hi foren feites, car seria allongament del llibre: mas al vuité dia cobram Alcalà, e Gallinera, e setze castells que al-Azraq ens havia emblats e tolts..." | » |

A la fi de 1275 es millora les defensa del castell amb un augment de la guarnició i els avituallaments. Posteriorment, Armand d'Armentera inspecciona el castell en nom del rei per comprovar si estava a punt, doncs s'havia produït un nou alçament mudèjar.
Durant la guerra dels dos Peres és ocupat pels castellans, i en 1356 és recuperat per al regne de València per Joan Mercer.
En 1396 un terratrèmol danya greument aquest castell, mentre que el proper d'Alcalà no sofreix molts danys.
Després de l'expulsió dels moriscos en 1609, la raó de ser d'aquests castells va deixar d'existir i van ser abandonats. Un terratrèmol en 1644 va produir grans danys que no van ser reparats.

## Geografia
El castell en ocupar una notable extensió en planta (2.900 m²), oscil·la entre unes alçàries sobre el nivell de la mar d'entre 441 i 473,5 metres. Devia controlar l'accés a la Vall de la Gallinera des de l'Atzúbia. Al vessant sud de hi ha dues fonts que devien ser estratègiques: La font de la Mata i la Font de Benimarroc.

## Estat a principis del segle XXI
En l'actualitat no es conserva la construcció musulmana, sinó la reconstrucció posterior al terratrèmol de 1396: part de la torre de l'homenatge, restes de les torrasses i llenços de les muralles i un aljub.